# Webster (Iowa)
Pour les articles homonymes, voir Webster.
Ne doit pas être confondu avec Comté de Webster (Iowa) ou Webster City.
Webster est une ville du  comté de Keokuk, en Iowa, aux États-Unis. Elle est incorporée le 13 avril 1909.

## Source de la traduction
- (en) Cet article est partiellement ou en totalité issu de l’article de Wikipédia en anglais intitulé « Webster, Iowa » (voir la liste des auteurs).